# فيليب ستول
فيليب هنري ستول (بالإنجليزية: Philip Henry Stoll؛ 5 نوفمبر 1874 – 29 أكتوبر 1958) كان معلمًا، ومحاميًا، وسياسيًا، وقاضيًا أمريكيًا من ولاية كارولاينا الجنوبية. خدم كعضو في مجلس النواب الأمريكي بين عامي 1919 و1923، وكان قاضيًا في الدائرة القضائية الثالثة بولاية كارولاينا الجنوبية من 1931 حتى 1946.

## النشأة والتعليم
وُلد ستول في ليتل روك، مقاطعة مارون (التي أصبحت لاحقًا مقاطعة ديون)، بولاية كارولاينا الجنوبية. تخرج في Wofford College عام 1897، ثم عمل معلمًا في المدارس العامة حتى عام 1901، قبل أن يدرس القانون ويُعتمد كمحامٍ في العام نفسه.

## الحياة السياسية
انتُخب عضوًا في مجلس نواب ولاية كارولاينا الجنوبية للفترة 1905–1906، وشغل منصب المدعي العام للدائرة القضائية الثالثة من 1908 حتى 1917. كما كان رئيسًا للجنة الحزب الديمقراطي في مقاطعة ويليامزبيرغ وعضوًا في اللجنة الولائية للحزب من 1908 حتى 1918.

## الخدمة العسكرية
أثناء الحرب العالمية الأولى، خدم ستول في سلاح القضاء العسكري بالجيش الأمريكي برتبة مقدم (Lieutenant Colonel) بين 1917 و1918.

## الكونغرس
في 7 أكتوبر 1919، انتُخب لعضوية مجلس النواب الأمريكي عن الدائرة السادسة في كارولاينا الجنوبية، واستمر حتى 3 مارس 1923. ركز خلال فترة خدمته على القضايا الزراعية والتنمية المحلية.

## القضاء
في عام 1931، انتُخب قاضيًا في الدائرة القضائية الثالثة بولاية كارولاينا الجنوبية، وبقي في المنصب حتى تقاعده في 6 ديسمبر 1946.

## قضية جورج ستيني
في عام 1944، كان ستول القاضي الذي حكم على الفتى جورج ستيني، البالغ من العمر 14 عامًا، بالإعدام بعد إدانته بقتل بيتي جون بينيكر وماري إيما ثايمز. أُجريت المحاكمة في يوم واحد فقط، بهيئة محلفين بيضاء بالكامل، واستغرقت مداولاتهم أقل من 10 دقائق. في عام 2014، أصدرت محكمة في كارولاينا الجنوبية قرارًا بإلغاء الإدانة، مشيرة إلى الانتهاكات الجسيمة في حق المتهم.

## الوفاة
توفي ستول في كولومبيا، كارولاينا الجنوبية، في 29 أكتوبر 1958، ودُفن في مقبرة أوبرس بمدينة Kingstree.